# Autonomer Kreis der Komi-Permjaken
| Autonomer Kreis der Komi-Permjaken \| \| \| \| Flagge \| Wappen \| | Autonomer Kreis der Komi-Permjaken \| \| \| \| Flagge \| Wappen \| |
| Lage in Russland                                                   | Lage in Russland                                                   |
| ------------------------------------------------------------------ | ------------------------------------------------------------------ |
| Staat:                                                             | Russland                                                           |
| Föderationskreis:                                                  | Wolga                                                              |
| Fläche:                                                            | 32.900 km²                                                         |
| Einwohner:                                                         | 134.000 (2004)                                                     |
| Hauptstadt:                                                        | Kudymkar                                                           |
| Bevölkerungsdichte:                                                | 4,07 Einwohner je km²                                              |
| Flagge                                                             | Wappen                                                             |
| Flagge                                                             | Wappen                                                             |

Der Autonome Kreis der Komi-Permjaken (russisch Коми-Пермяцкий автономный округ, Komi-Permjazki awtonomny okrug) ist eine ehemalige Verwaltungseinheit (Autonomer Kreis) in Russland. Am 1. Dezember 2005 wurde er mit der Oblast Perm zur Region Perm vereinigt. 
Innerhalb der Region Perm besteht jetzt der Komi-Permjakische Kreis der Region Perm (russisch Коми-Пермяцкий округ Пермского края, Komi-Permjazki okrug Permskogo Kraja, Komi-Permjakisch Перем ладорись Коми кытш, Perem Ladoris Komi Kytsch)

## Geographie
Der Autonome Kreis lag westlich des Uralgebirges am Oberlauf der Kama. Er hatte eine Fläche von 32.900 km².

## Bevölkerung
Im Jahr 2004 betrug die Bevölkerung rund 134.000. Die Komi-Permjaken, eine den Komi nahe verwandte finno-ugrische Volksgruppe, machten 60 % der Bevölkerung aus, 36 % waren Russen.
| Volksgruppe    | VZ 1926 | VZ 1926 | VZ 1939 | VZ 1939 | VZ 1959 | VZ 1959 | VZ 1970 | VZ 1970 | VZ 1979 | VZ 1979 | VZ 1989 | VZ 1989 | VZ 2002 | VZ 2002 |
| Volksgruppe    | Anzahl  | %       | Anzahl  | %       | Anzahl  | %       | Anzahl  | %       | Anzahl  | %       | Anzahl  | %       | Anzahl  | %       |
| -------------- | ------- | ------- | ------- | ------- | ------- | ------- | ------- | ------- | ------- | ------- | ------- | ------- | ------- | ------- |
| Komi-Permjaken | 117.429 | 77,0 %  | 114.209 | 70,4 %  | 125.917 | 58,0 %  | 123.621 | 58,3 %  | 105.574 | 61,4 %  | 95.415  | 60,2 %  | 80.327  | 59,0 %  |
| Russen         | 34.814  | 22,8 %  | 39.285  | 24,2 %  | 71.381  | 32,9 %  | 76.340  | 36,0 %  | 59.760  | 34,7 %  | 57.272  | 36,1 %  | 51.946  | 38,2 %  |
| Tataren        | 70      | 0,0 %   | 283     | 0,2 %   | 5.623   | 2,6 %   | 3.429   | 1,6 %   | 1.910   | 1,1 %   | 1.454   | 0,9 %   | 1.100   | 0,8 %   |
| Ukrainer       | 13      | 0,0 %   | 1.682   | 1,0 %   | 3.792   | 1,7 %   | 2.717   | 1,3 %   | 1.315   | 0,8 %   | 1.172   | 0,7 %   | 706     | 0,5 %   |
| Weißrussen     | 4       | 0,0 %   | 276     | 0,2 %   | 4.325   | 2,0 %   | 2.408   | 1,1 %   | 1.579   | 0,9 %   | 1.220   | 0,8 %   | 672     | 0,5 %   |
| Deutsche       | 17      | 0,01 %  | 25      | 0,02 %  | 1.320   | 0,6 %   | 694     | 0,3 %   | 446     | 0,25 %  | 377     | 0,2 %   | 263     | 0,2 %   |
| Andere         | 147     | 0,1 %   | 6.419   | 4,0 %   | 4.680   | 2,2 %   | 2.932   | 1,4 %   | 1.455   | 0,8 %   | 1.616   | 1,0 %   | 1.062   | 0,8 %   |
| Einwohner      | 152.494 | 100 %   | 162.179 | 100 %   | 217.038 | 100 %   | 212.141 | 100 %   | 172.039 | 100 %   | 158.526 | 100 %   | 136.076 | 100 %   |

## Geschichte

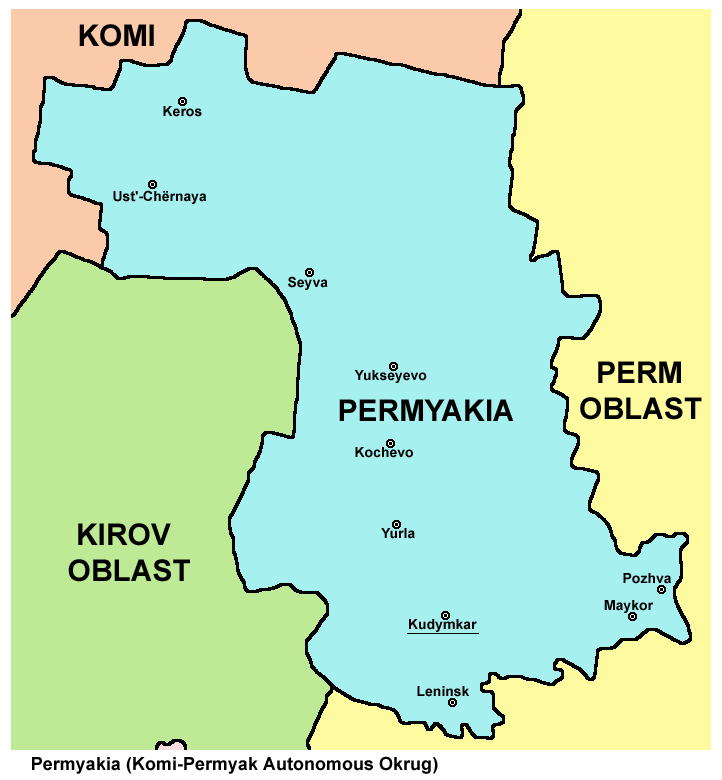

Die Region kam 1472 zu Russland, 1925 wurde der Autonome Kreis gegründet. Nach einer Volksabstimmung Ende 2003 wurde der Autonome Kreis am 1. Dezember 2005 mit der Oblast Perm vereinigt und bildet innerhalb der so entstandenen Region Perm einen Kreis (Okrug).

## Wirtschaft
Das Gebiet des ehemaligen Autonomen Kreis ist ländlich geprägt, lediglich in der ehemaligen Hauptstadt Kudymkar gibt es kleinere Industrien. Der wichtigste Wirtschaftszweig ist die Holzindustrie.